# Jathavarthapalli, Srinivaspur
Jathavarthapalli là một làng thuộc tehsil Srinivaspur, huyện Kolar, bang Karnataka, Ấn Độ.